# Euphorbia congestiflora
Euphorbia congestiflora ist eine Pflanzenart aus der Gattung Wolfsmilch (Euphorbia) in der Familie der Wolfsmilchgewächse (Euphorbiaceae).

## Beschreibung
Die sukkulente Euphorbia congestiflora bildet Sträucher bis etwa 1,2 Meter Höhe aus, die sich aus der Basis heraus verzweigen. Es werden nur wenige sekundäre Verzweigungen ausgebildet. Die peitschenartigen Triebe verholzen  und sind sehr dünn. Sie werden bis 3,5 Millimeter dick und sind mit einer sehr feinen senkrechten Linierung versehen. Beidseits der Blattnarben werden drüsige Nebenblätter ausgebildet.
Der Blütenstand besteht aus Cymen, die in sitzenden Dolden oder Büscheln erscheinen. Die Cyathien erreichen bis 6 Millimeter im Durchmesser. Die elliptischen Nektardrüsen sind grünlich gefärbt und stehen einzeln. Die deutlich gelappte Frucht wird etwa 9 Millimeter lang und 8 Millimeter breit. Sie steht an einem bis 8 Millimeter langen Stiel und enthält die eiförmigen Samen. Diese sind undeutlich vierkantig und werden etwa 4,5 Millimeter lang und 2,5 Millimeter breit. Die Samenoberfläche ist glatt und es ist ein Anhängsel vorhanden.

## Verbreitung und Systematik
Euphorbia congestiflora ist im Süden von Angola verbreitet.
Die Erstbeschreibung der Art erfolgte 1970 durch Leslie Charles Leach. Ein Synonym zu dieser Art ist Tirucallia congestiflora (L.C.Leach) P.V.Heath (1996).